# Lago Alexandrina
Il lago Alexandrina è un lago situato nella parte meridionale dello Stato australiano dell'Australia Meridionale. Si trova circa 100 km a sud-est di Adelaide ed è collegato all'oceano Indiano.
Il lago Alexandrina si trova a nord della Encounter Bay e ad est della penisola di Fleurieu. Il Murray è il maggiore dei fiumi che vi si gettano. Oltre ad esso vi confluiscono anche il Bremer, l'Angas e il Finniss. Tutti questi fiumi hanno origine sulle pendici orientali delle Mount Lofty Ranges meridionali. Il lago è poco profondo e alla sua estremità sud-occidentale si trovano molte isole.
In corrispondenza della città di Goolwa, il lago Alexandrina si collega all'oceano; questo punto viene chiamato foce del Murray. Quando l'apporto di acqua trasportata dai fiumi è basso, tuttavia, il collegamento viene interrotto da un banco di sabbia. In passato, l'alta marea e le forti tempeste di sud-ovest spingevano l'acqua di mare nel lago. Oggi, tuttavia, nel lago Alexandrina vi è solo acqua dolce, perché è stata costruita una serie di barriere per prevenire le inondazioni, gli sbarramenti di Goolwa, tra le isole della foce del Murray. Il lago richiede un afflusso annuo di almeno 1 miliardo di m³ di acqua per compensare le perdite dovute all'evaporazione.
Sebbene in passato il lago fosse collegato al mare, l'acqua dolce e quella salata non si mescolavano quasi mai; il 95% delle volte conteneva solo acqua dolce. L'afflusso di acqua salata dal mare comportava solo una scarsa miscelazione delle acque in prossimità delle sponde. Si ritiene che Hindmarsh Island (a est di Goolwa) sia l'isola più grande del mondo tra quelle circondate da acqua dolce da un lato e salata dall'altro. Il lago Alexandrina è collegato al più piccolo lago Albert sul lato sud-est da un piccolo canale.
Il lago prende il nome da colei che sarebbe divenuta la regina Vittoria, nipote e successore del re Guglielmo IV, che in gioventù veniva chiamata principessa Alexandrina. Dopo l'incoronazione di Vittoria, alcuni suggerirono di ridenominarlo lago Victoria, ma l'idea non decollò.
Secondo un mito degli aborigeni il lago sarebbe abitato da un mostro chiamato Muldjewangk.
Il lago Alexandrina ospita numerosi uccelli acquatici, comprese alcune specie migratrici provenienti dall'emisfero boreale. Pellicani, cigni neri e un gran numero di altri uccelli - ad esempio scriccioli, coda a ventaglio ballerina, rondini e corvi - prosperano grazie agli insetti, alle piante e all'acqua del lago. Spesso è facile avvistare uccelli rapaci, come aquile e astori, che sorvolano lo specchio d'acqua e le aree costiere adiacenti. Nel lago vivono le tartarughe, mentre sulle sponde si trovano lucertole e serpenti.
Tra gli insetti presenti ricordiamo libellule, diverse falene e farfalle e un gran numero di coleotteri. Nel lago vivono anche pesci d'acqua dolce come la carpa. I terreni intorno al lago sono poveri di sostanze organiche, ma vi crescono bene l'orzo e altri cereali. Terreni aridi si trovano sulle sponde sud-orientali del lago Albert e in alcune aree intorno al lago Alexandrina.
Nel 2008 il livello dei laghi Alexandrina e Albert diminuì così tanto da portare alla formazione di grandi quantità di acido solforico nel suolo. Il terreno sul fondo del lago è generalmente ricco di solfuri di ferro naturale. Se esposti a lungo all'aria, tuttavia, come può accadere durante periodi di grave siccità, i solfuri si ossidano e si forma acido solforico. In passato, dall'era glaciale in poi, l'ingresso dell'acqua di mare, oggi impedito dalle barriere antinondazioni, interrompeva questo processo durante le gravi siccità.. È stato proposto di costruire uno sbarramento a Pomanda Island per proteggere la fornitura di acqua dolce a monte qualora fosse necessario aprire le barriere contro le inondazioni.
Il giornalista Edward Wilson, che visitò il lago negli anni '50 del XIX secolo, lo descrisse come segue:
Il lago Alexandrina è lo specchio d'acqua dolce più bello che abbia mai visto. Sembrava davvero così formidabile, con una forte brezza che creava ondate tali da far venire il mal di mare, che potevo a malapena credere che fosse acqua dolce. Ma così è, tuttavia. È lungo quaranta o cinquanta miglia e largo dodici o quindici e le coste intorno si allontanavano sempre più fino a diventare invisibili, nella maniera in cui siamo soliti pensare solo all'acqua salata. Alimentato quasi interamente dal Murray, l'intero lago conserva sempre le acque fangose di cui ho parlato, e questo sminuisce purtroppo l'aspetto altrimenti bello di questo magnifico specchio d'acqua.